# Anna Bikont

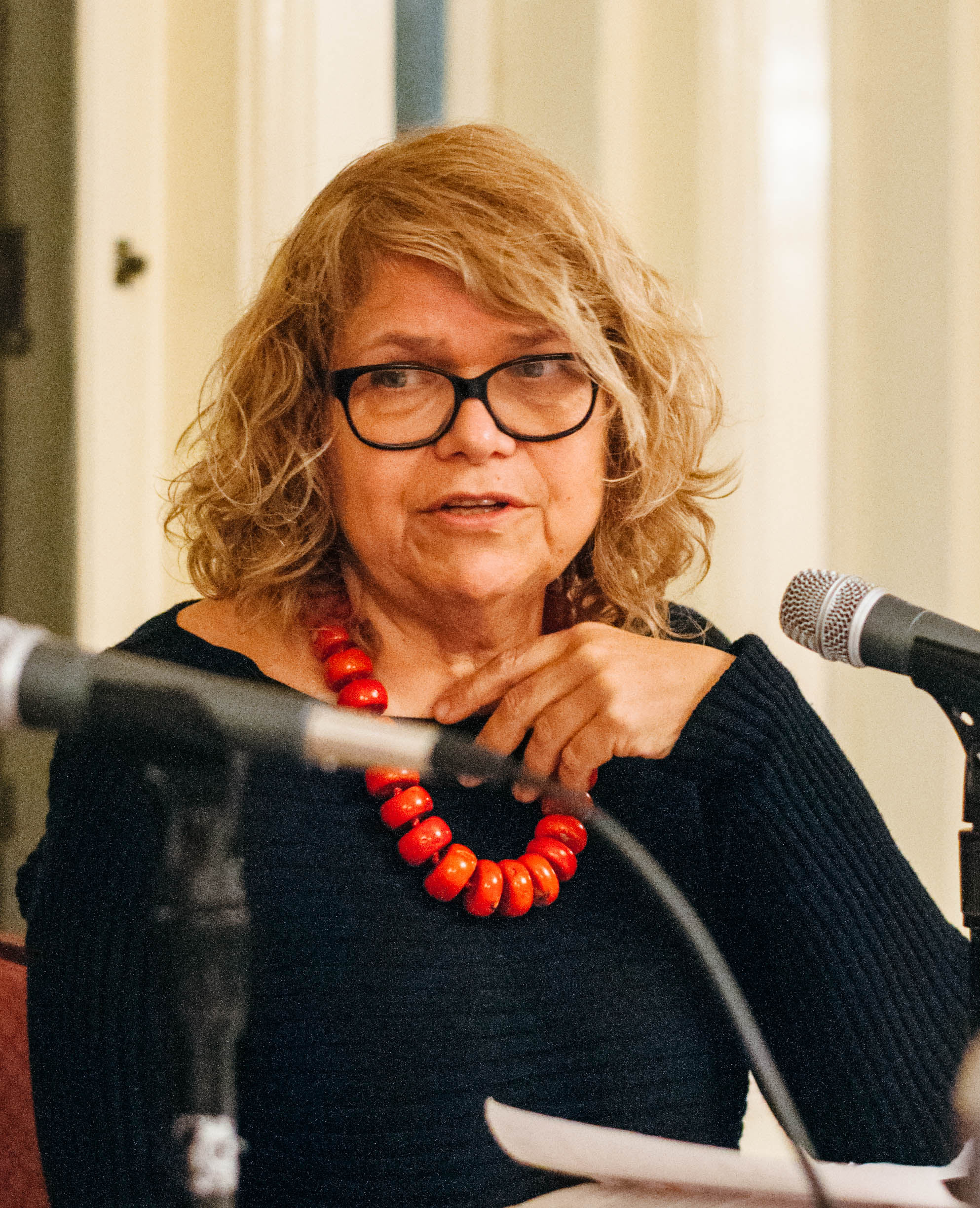
Anna Bikont

Anna Bikont (geboren als Anna Krystyna Kruczkowska 17. Juli 1954 in Warschau) ist eine polnische Journalistin und Schriftstellerin.

## Leben
Anna Kruczkowska ist eine Tochter der polnischen Journalistin Wilhelmina Skulska-Kruczkowska (1918–1998). Sie war eine Zeit mit dem Schauspieler Piotr Bikont (1955–2017) verheiratet, mit dem sie zwei Kinder hat. Sie studierte Psychologie. In den 1980er Jahren war Bikont mit der Solidarność verbunden und arbeitete von 1982 bis 1989 für die Untergrundzeitung Tygodnik Mazowsze. 1989 war sie Mitbegründerin der Gazeta Wyborcza.
Ihr Buch über das Massaker von Jedwabne (polnisch 2004, französisch 2011, englisch 2015, deutsch 2020) erhielt 2011 den Preis des Europäischen Buches. 2017 wurde ihr der Ehrendoktor der Universität Göteborg verliehen.

## Publikationen
- Pamiątkowe rupiecie, przyjaciele i sny Wisławy Szymborskiej, 1997, zusammen mit Joanna Szczęsna
- My z Jedwabnego, 2004
- Lawina i kamienie. Pisarze wobec komunizmu, 2006, zusammen mit Joanna Szczęsna
- Sendlerowa. W ukryciu, 2017

## Nominierungen und Auszeichnungen
- 2005: Finalistin des Nike-Literaturpreises mit My z Jedwabnego
- 2011: Preis des Europäischen Buches für Le Crime et le Silence (My z Jedwabnego)
- 2018: Finalistin des Nike-Literaturpreises mit Sendlerowa. W ukryciu
- 2018: Adam-Mickiewicz-Preis für Sendlerowa. W ukryciu